# Bourse de Berlin
Börse Berlin
La Börse Berlin est un marché financier régional allemand, distinct de la grande Deutsche Börse (issue pour sa part de la Bourse de Francfort) qui domine la finance germanique.
La Bourse de Berlin est l'un des plus anciens marchés financiers allemands puisqu'elle a été créée en 1685 par le Grand électeur Frédéric-Guillaume Ier de Brandebourg. Elle accueille d'abord la cotation des matières premières et des effets de commerce.
Elle mène en 2008 le projet Equiduct qui consiste à créer une nouvelle Bourse alternative (MTF) en Europe, concurrente des grands marchés boursiers (Euronext, Deutsche Börse, London Stock Exchange, etc.).

## Histoire

### DuXVIIeauXIXesiècle

#### La fondation en 1685
Créée en 1685 par un édit du Grand électeur Frédéric-Guillaume Ier de Brandebourg (Friedrich Wilhelm), la Börse Berlin est l'un des plus anciens marchés financiers d'Allemagne. Avant l'affectation à un bâtiment dédié en 1805, des séances limitées à la matinée (“Morgensprachen”) ont lieu dans une cabane du Lustgarten, appelée  “Grotte”, ou en plein air.

#### L'expansion après 1820
La bourse ne prend son expansion qu'en 1820, lors d'importantes émissions d'obligations de l'État prussien, qui viennent étoffer la cote obligataire. La Bourse de Berlin ne prend vraiment son essor qu'en 1823, via des obligations prussiennes émises à Francfort.
La première action de chemin de fer est cotée à Berlin en 1840 et huit ans plus tard suivent des actions de banques et des compagnies minières. Berlin cote deux sociétés de chemin de fer en 1840 puis vingt-neuf dès 1844, la première étant Berlin-Potsdam. La bourse rivale de Hambourg se montre particulièrement active à la fin des années 1850, après la création de la Darmstädter und Nationalbank (1853) et de la Norddeutscher Lloyd (1857), jouant le rôle d'intermédiaire entre Londres ou Paris. Dès 1856, Hambourg est « la place où se suivaient le plus d'intrigues, où se négociaient le plus d'affaires secrètes d'argent », raconte Jean-Baptiste Capefigue, un contemporain, mais l'Allemagne est ensuite unifiée par Bismarck, sous l'égide de la Prusse, dont la capitale est Berlin. 
L'histoire des bourses de valeurs a vu la Bourse de Francfort devenir la première d'Allemagne, mais très progressivement. Les 23 bourses de valeur allemandes sont apparues dans trois sortes différentes d'endroits :
- les centres commerciaux (par exemple, Francfort et Hambourg);
- les sièges de gouvernements d'état (par exemple, Berlin, Munich, et Dresde);
- les nouvelles villes industrielles (par exemple, Essen et Hannover) [6].

Dès 1863, la Bourse de Berlin s'installe dans un bâtiment prestigieux dessiné par Friedrich Hitzig, avec deux salles d'échanges, les plus vastes de Berlin, même si l'été, la négociation prend place dans une cour en plein air. En raison de l'emplacement de ce nouveau bâtiment à Burgstrasse, la Bourse de Berlin s'appelait aussi "La Burgstrasse". Le coût total de la construction s'élève à 700 000 thalers.
Après la guerre de 1866 et la prise de contrôle de la ville autrefois indépendante de Francfort par la Prusse, Berlin est devenu la ville financière principale. La fondation du Reich allemand en 1871 assoit son rôle. Berlin est ainsi étroitement intégrée aux bourses internationales dès les années 1870.

#### Le boom, la crise des années 1870 et les pamphlets
Ce marché a particulièrement souffert lors du grand krach causé par la crise bancaire de mai 1873, précédée par une  intense spéculation immobilière en raison du boom démographique de la ville, créant une pénurie de logements. Le boom a aussi été nourri par la Loi monétaire prussienne du 4 décembre 1871, première étape décisive vers l'adoption de l'étalon-or en Allemagne, qui oblige la France à verser une indemnité de guerre de 5 milliards de francs, soit près de 25 % du PIB français, et dans une nouvelle monnaie, le mark-or. Cette loi sera complétée par la loi monétaire allemande du 9 juillet 1873, qui réalise l'unification monétaire de l'Allemagne et fait du mark-or une monnaie commerciale, puis la création en 1875 de la Reichsbank, la Banque centrale du nouvel Empire allemand. La période est marquée dès février 1873, par les révélations de corruption effectuées par Laker contre l'aristocratie agrarienne. Puis c'est le tour d'Otto Glagau, du journal libéral "Berliner Nationalzeitung", dénonce en 1874, dans une série d'articles, les fluctuations de la Bourse et les "spéculations financières juives", puis le libéralisme à qui il reproche la crise économique et le déclin moral et culturel de l'Allemagne. En décembre 1874, il publie une série d'articles dans le magazine familial "Die Gartenlaube" (400 000 exemplaires, 2 millions de lecteurs), qui paraissent sous forme de livre en 1876 mais prennent une dimension antisémite, en dénonçant les liens entre émetteurs et journalistes, et éditeurs ou policiens du parti Libéral national,. Parmi eux Julius Schweitzer, référence des émissions ferroviaires pendant un demi-siècle ou le Dr. Heinrich Ebeling. Tous deux sont éditeurs d'un journal boursier influent. Un autre obscur journal de Berlin, édité par Joachim Gehlsen en 1874 se lance dans les mêmes accusations, avec des contributeurs anonymes parmi lesquels le journaliste Rudoph Hermann Meyer (1839-1899) (de) ou "Deutsche Reischsglocke": il effectue des révélations sur les spéculations liées à Bismarck, les fonds secrets et le ministre des finances Otto_von_Camphausen mais disparait en 1876. 
En 1881, des lignes de téléphone  sont installées directement dans les couloirs de la Bourse de Berlin.
Les polémiques antisémites se poursuivent ensuite. Le 7 décembre 1893, au Reichstag, Libermann von Sonnenberg dénonce, au nom de la Ligue antisémite et de ses nouveaux élus, " la Bourse, presque entièrement aux mains des juifs ". En 1895, l'État allemand intervient pour réglementer très sévèrement les activités à terme à la Bourse de Berlin et sur les matières premières. Ces mesures contribuent au déclin des bourses de Berlin, Breslau, Francfort, Hambourg, et MunichBerlin, Breslau, Francfort, Hambourg, et Munich.

#### Berlin domine Francfort, Dresde, Hambourg, Leipzig et Munich

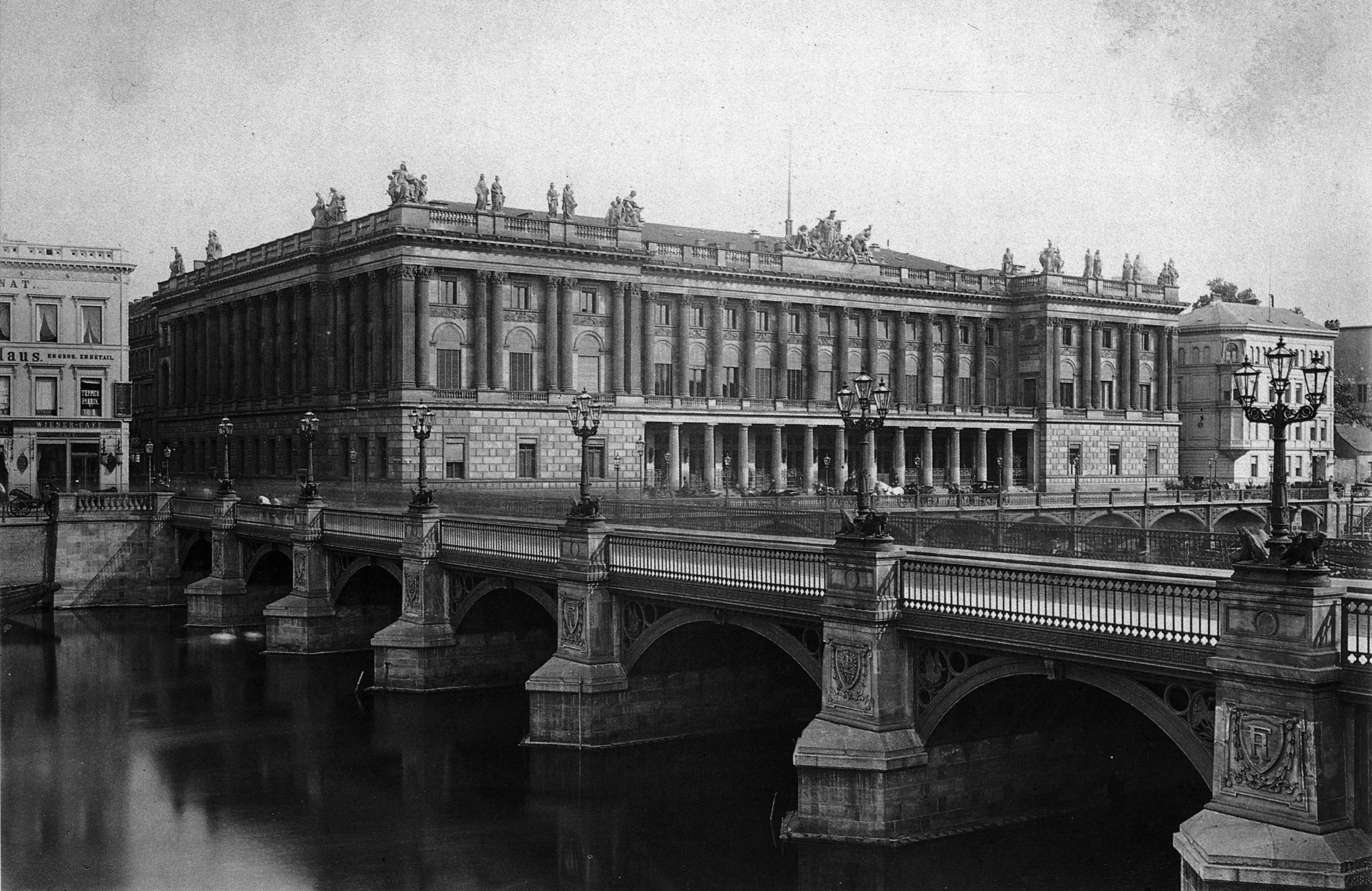
Le siège de la Bourse en 1886. Il a été conçu par l'architecte Friedrich Hitzig.

Berlin a attiré beaucoup d'émissions d'actions de sociétés industrielles, grâce à son ascension comme grande ville industrielle en Allemagne et à la concentration de de Francfort sur son rôle traditionnel: les obligations d'État. C'est seulement au cours de la deuxième moitié des années 1880 que des actions de  sociétés industrielles y ont régulièrement été inscrites.
Une étude de plus de 1000 introductions en Bourse de Berlin, de l'Unification allemande des années 1870 à la veille de Deuxième Guerre mondiale attire l'attention sur un environnement réglementaire de plus en plus exigeant, du début des années 1880] à 1914, qui a apporté une contribution vitale à la probabilité plus élevée de voir des sociétés entrer en bourse. La qualité du gouvernement d'entreprise et les coûts de négoce sur le marché secondaire affecte les décisions sur le lieu de cotation. Les sociétés ont tendance à être inscrites aux bourses avec des normes légales relativement hautes, protégeant des actionnaires extérieurs. Le contexte réglementaire moins favorable des années 1930 a fait que ce développement de la bourse allemande a été suivi d'une contraction au cours des décennies suivantes. 
Sur la période la plus active, celle de 1897-1913, Berlin accueille 377 des 690 introductions en bourse, devant la Bourse de Dresde (82), la Bourse de Francfort (58), la Bourse de Munich (28) et la Bourse de Leipzig (28 aussi). Les flux d'introductions en bourse, entre 1897 et 1913, des entreprises dotées d’un capital social élevé indiquent qu'elles ont davantage tendance à demander la cotation à Berlin, alors que les 23 marchés boursiers régionaux alors en fonctionnement accueillent plus volontiers des petites et moyennes entreprises. Pourtant, il n'y a pas de concentration croissante des introductions en bourse sur Berlin, car plus l’entreprise est implantée loin d’un marché boursier, plus il semble aux investisseurs difficile de se renseigner sur elle.
Avec une capitalisation moyenne de près de 6 millions de marks, dépassant d'un quart la moyenne nationale, la Bourse de Berlin draine en 1913 près de 70 % de la capitalisation de ces opérations, qui totalisent 3,4 milliards de marks. La capitalisation moyenne de toutes les sociétés cotées est aussi plus élevée à Berlin (17,548 millions de marks), devant Francfort (9,991 million de marks), Hambourg (5,486 million de marks), Leipzig (4,045 millions de marks), Munich (3,254 millions de marks) et Dresde (2,362 millions de marks). C'est à Berlin qu'on trouve le plus de sociétés étrangères cotées en Allemagne (60), devant Francfort (30), Hambourg (10), Cologne (6), Dresde (5), Brème (4), Leipzig (4), et Munich (3). Parmi ces 77 sociétés étrangères, 32 sont de l'Empire austro-hongrois, 13 de Russie, 5 d'Angleterre, 4 d'Italie et 4 du Danemark, la Belgique, la Suisse et la Turquie ayant chacune 3 représentants, et les États-Unis, les Pays-Bas, le Luxembourg et la Chine 2.
Globalement, Berlin est très largement première par le nombre total de sociétés cotées (992), devant Francfort (270), Dresde (194), Hambourg (127), Leipzig (125) et Munich (96). Les mines et la métallurgie représentent près du quart de ces sociétés cotées à Berlin en 1913, grâce à la très forte croissance allemande dans ce domaine au cours des trois décennies précédentes. Le manuel boursier Saling’s Börsenpapier, disponible à partir de 1880, est très exhaustif sur ces sociétés cotées et lui succède l'annuaire boursier Hoppenstedt Aktienführer, qui est devenu un ouvrage de référence après 1935 apparaissant avec les données à tous les entreprises négociées sur les bourses  allemandes, qui également contient des informations sur plusieurs centaines de sociétés étrangères cotées en Allemagne. À partir de 1897, le Bureau Statistique Impérial a publié des informations sur tous les titres des Bourses allemandes admises dans son journal trimestriel.
La Bourse de Berlin a des volumes d'échanges six fois plus élevés que sa rivale Francfort. Elle est tout particulièrement tournée vers l'innovation et accueille par exemple à partir de 1894 la société de l'inventeur et industriel Henri Tudor, qui obtint la concession pour l'éclairage de Dolhain en Belgique puis des stations d'électricité à Bruxelles et Gand, avant de fonder en 1890 Akkumulatorenfabrik Actiengesellschaft (AFA) avec Siemens & Halske et AEG, qui prit une position dominante sur le marché allemand des accumulateurs.
En outre, les règles d'incorporation ont été normalisées par la réforme du droit des sociétés de 1884. Chaque société a dû publier un bilan annuel et un compte de pertes et profits, et chaque actionnaire avait le droit d'assister à la réunion annuelle et les mêmes droits de vote. Ainsi, chaque investisseur potentiel avait, en principe, le même ensemble d'informations, même si les investisseurs locaux peuvent avoir eu quelques avantages comparés aux investisseurs éloignés. Par exemple, les frais de déplacement pour assister à la réunion annuelle sont beaucoup plus bas pour eux. Au-delà du droit des sociétés, l'Allemagne était le premier pays majeur promulguant une loi sur la Bourse telle que celle de 1896, qui a régulé les règles d'admission sur toutes les bourses allemandes, leur organisation et la formation des cours. Par exemple, chaque société doit publier un prospectus standardisé et les règles d'admission ont été normalisées. Par conséquent, le travail du régulateur a été considérablement facilité par ces deux lois. Un capital minimum d'un million de marks était exigé pour être coté à Berlin, Francfort, et Hambourg, mais une commission locale de banquiers pouvait décider de l'abaisser au minimum d'un demi-million, prévu par les autres Bourses allemandes. Pas moins de 67 sociétés cotées à Berlin le sont aussi en 1913 sur un autre marché boursier allemand.
Quelques marchés provinciaux sont restés importants pour certains types de sociétés. Par exemple, beaucoup de mines de charbon étaient à la Bourse d'Essen et la Bourse de Düsseldorf, la Bourse d'Augsbourg étant un centre important pour des sociétés industrielles bavaroises même si Munich a joué le même rôle pour beaucoup de sociétés bavaroises à partir des années 1870. Plus tôt, les marchés de Munich, Stuttgart et Dresde avaient été principalement créés pour les emprunts de leurs gouvernements régionaux mais la Bourse de Dresde est devenue - comme la Bourse de Leipzig voisine - importante pour financer des sociétés industrielles de la Saxe. Hambourg grandi relativement vite pendant la deuxième moitié du siècle, devenant dès les années 1880 aussi importante que Francfort, principal marché provincial pour l'Allemagne du sud, et l'Autriche-Hongrie, Hambourg intéressant plutôt la Scandinavie.

### La Première Guerre mondiale
En 1912, un marché des métaux est fusionné avec celui des valeurs. Cuivre, zinc, plomb, aluminium et antimoine y sont négociés à partir de 1913 à la Bourse de Berlin mais en 1914 cela cesse en raison de la Première Guerre mondiale. La négociation d'actions était en concurrence avec celle des obligations, pour le gouvernement allemand, qui a tenté d'empêcher le fonctionnement du marché boursier, préférant que les investisseurs investissent dans des obligations de guerre plutôt que dans des actions.
Pour éviter les ventes de panique, les bourses ont dû fermer le 30 juillet 1914. Quelques jours avant l'éruption de la Grande Guerre, les 23 bourses allemandes ont été fermées, mais la fin de 1914, un marché de gré à gré s'établit progressivement, ce qui amène le Bundesrat à interdire les avis de prix des titres par décret du 25 février 1915. De 1916 à 1918, tous les marchés allemands des matières premières et des actions et obligations sont fermés, mais de nombreuses réglementations légales et la fermeture de la bourse n'ont pas empêché la propagation des transactions boursières non officielles. Le 31 décembre 1916, pour la première fois, des évaluations officielles des prix ont été effectuées dans le cadre d'opérations hors bourse entre les principales banques.
Le règlement sur les titres étrangers du 22 mars 1917, édicté par le chancelier Theobald von Bethmann-Hollweg a rendu possible d'investir dans des titres étrangers privés et de recruter de force, à condition de les indemniser, leurs propriétaires. Le Chancelier du Reich a fait usage de cette autorisation le 22 mai 1917 pour un groupe de titres de pays neutres (actions suédoises, danoises et suisses). Le 2 janvier 1918, les bourses ont repris les négociations boursières officielle. En mai 1918, le Statistisches Reichsamt a calculé une valeur de 138 points pour l'indice boursier sur une moyenne mensuelle (valeur sous-jacente 1913 = 100 points). La trêve du 11 novembre entre le Reich allemand et les puissances occidentales mit fin aux combats pendant la Première Guerre mondiale. En novembre 1918, le baromètre boursier atteignait 85 points, soit 38,4 % de moins que six mois plus tôt.

### Les années folles
En 1920, lorsque la corporation des marchands de la Kaufmannschaft fusionne après cent ans d'existence avec la Chambre de commerce de Berlin, fondée en 1902, le parrainage de la bourse passe à cette dernière.

#### Les premiers indices boursiers allemands
Le premier indice boursier allemand fut l'indice boursier du quotidien Frankfurter Zeitung, déterminé pour la première fois le 1er septembre 1919 et composé de 25 actions et 10 obligations. En 1922, l'indice boursier du , l'Office statistique du Reich (de) a été calculé pour la première fois sur la base du niveau de prix moyen d'environ 300 actions représentatives de la bourse de Berlin, avec une base 100 au 31 décembre 1913, déterminés en fonction des moyennes hebdomadaires et mensuelles des cours quotidiens du marché. Les 33 sous-groupes catégoriels de l'indice Office statistique du Reich (de) ont été regroupés en 3 groupes de recherche:
- L'industrie minière et l'industrie lourde;
- L'industrie manufacturière;
- Le commerce et le négoce.

Au  milieu des années 1920, la base 1913 fut remplacée par le niveau moyen des cours des années 1924 à 1926. L'Office statistique du Reich a calculé l'indice , l'Office statistique du Reich (de) des 329 entreprises jusqu'en 1943, sur la base de 1924/1926. En 1934, sont incluses les séries de longue durée des cours des sociétés par actions, pour établir les moyennes annuelles sur les années de déclaration 1856-1870, pour 25 entreprises cotées publiquement. Pour la période à partir de 1870, l'institut statistique allemand a utilisé ce calcul sur une base mensuelle et l'a étendu à environ 80 entreprises. Dès 1890, les cours des actions étaient pondérés en fonction du capital et ajustés en fonction des influences non-boursières, avec la prise en compte des déductions de droits de souscription, de l'admission de nouvelles sociétés et des sociétés disparues.

#### La reconstruction d'entre-deux guerres et l'hyperinflation
Après la Première Guerre mondiale, la Bourse de Berlin est en pleine croissance, sur fond de reconstruction de l'économie, et un quatrième parquet de négociation des actions est créé en 1922, en couvrant d'un toit la cour qui servait à les négocier en plein air. 
Les grands investisseurs institutionnels commencent à vendre leurs obligations, de peur d'être spoliés par l'hyperinflation de la république de Weimar ("Katastrophenhausse"), pour investir dans les actions. En conséquence, beaucoup d'argent vient rapidement se porter sur un stock limité d'actions. Cette période, qui a commencé en juillet 1922, a conduit l'indice boursier général à culminer en décembre 1922 à jusqu'à 90 fois le niveau d'avant-guerre. La dévaluation monétaire s'accélère ensuite de plus en plus rapidement, jusqu'à ce qu'en juillet 1923, l'indice général de la Bourse de Berlin atteigne environ 1,4 million de points, puis en octobre 1923, environ 171,3 milliards de points. Au plus fort de l'inflation monétaire en décembre 1923, l'indice total s'élevait à 26,89 trillions de points.
Le sous-indice de l'industrie minière et de l'industrie lourde a culminé à 39,54 billions de points en décembre 1923, devançant celui de l'industrie manufacturière, qui a atteint 31,73 billions de points mais aussi le sous-indice «Commerce et transport», parvenu à 10,07 trillions de points.
Ce mouvement de très forte hausse a déclenché la curiosité du public. Le nombre moyen de visiteurs quotidiens a doublé dès 1923, à 6082 alors qu'il était en 1913 de 3400. Après le pic de l'hyperinflation de la république de Weimar de la fin 1923, les spéculations reviennent sur l'obligataire, en particulier sur le Plan Dawes du 24 juillet 1924 et son successeur, le futur plan Young , tous deux destinés à réduire les réparations de guerre auxquelles l'Allemagne est astreinte après le Traité de Versailles.

#### La diffusion radiophonique des informations boursières
Le service des nouvelles de la radiodiffusion économique ("Wirtschaftsfunk"), une agence de presse mise en place le 30 décembre 1922 par le bureau du commerce extérieur du ministère des Affaires étrangères, utilisant les récepteurs fabriqués par les sociétés C. Lorenz et Telefunken, avec des succursales dans 29 villes, avait un bureau dans la bourse. Ses clients sont des banques et des entreprises commerciales, pas des représentants de la presse, car la divulgation à grande échelle d'informations radio commerciales est explicitement interdite, mais un canal de distribution internationale s'appelait Europradio.

#### Le Krach du 13 mai 1927
Après la conversion monétaire de 1924, qui fait suite à l'hyperinflation de la république de Weimar, l'activité ralentit un peu à la Bourse de Berlin, qui avait connu des niveaux déconnectés des réalités. Elle est dominée à partir de 1925 par les investissements dans les grands cartels comme Vereinigte Stahlwerke (de) (acier et charbon), fondé en 1925 par la Famille Thyssen, financiers d'Adolf Hitler, qui participeront activement à la montée du régime nazi, ou encore IG Farben, qui devient un empire industriel de tout premier plan, mettant au point plusieurs procédés industriels très importants et de nouveaux produits. Également au milieu des années 1920, la bourse de Berlin voit de nombreux achats de titres spéculatifs basés sur des prêts bancaires. Le mouvement haussier a porté l'indice boursier, l'Office statistique du Reich (de), à une moyenne hebdomadaire de 185,80 points le 7 mai 1927, soit 182,8 % de plus que 16 mois plus tôt. 
Les difficultés financières de l'État, mais surtout son coup de frein à ces achats spéculatifs à crédit, porté via la Banque centrale, causent le Krach du 13 mai 1927, appelé aussi "Vendredi noir", qui précède de deux ans celui de 1929 aux États-Unis: la simple annonce d'une baisse significative de l'exposition au marché boursier berlinois des spéculateurs à crédit a suffi à provoquer une forte baisse des cours. L'expert Hjalmar Schacht, financier créateur du Rentenmark (1923), président de la Reichsbank (1924-1930 et 1933-1939) et futur ministre de l'Économie du Troisième Reich (1934-1937), a restreint brusquement les crédits pour mettre fin à une spéculation effrénée. Afin d'éviter l'octroi de nouveaux prêts spéculatifs, Schacht a informé les banques que leur crédit à la Reichsbank serait désormais basé sur leur taux de couverture primaire.
Le 12 mai 1927 , le communiqué annonçant que l'Association des banques de Berlin et des banquiers vont d'abord réduire de 25 % les avances sur les dépôts à terme jusqu'à la liquidation de mi-juin, puis imposer d'autres restrictions aux dates suivantes, est publié
. Il provoque la panique: les grandes valeurs de la bourse de Berlin perdent rapidement 20 à 30 % de leur cours et l'effondrement de l'indice boursier Office statistique du Reich (de) représente 31,9 % en une journée (de 204 points à 139 points). La modification de la gestion des changes (interdiction de nouveaux emprunts et de remboursements de prêts étrangers existants) a entraîné un marché baissier prolongé et découragé les émissions d'actions, d'autant que la période de forte inflation, appelée aussi hyperinflation de la république de Weimar, a érodé une partie des gains boursiers antérieurs. Alors qu'à la fin de 1926 un total de 917 entreprises étaient sur le marché boursier, à la fin de 1932 elles n'était plus que 659, près d'un tiers en moins. 
Le krach retentissant de la Bourse de Berlin en 1927 a ainsi marqué le début de la crise en Allemagne. Hjalmar Schacht démissionne avec fracas de la Reichsbank le 7 mars 1930 pour dénoncer les conditions de mise en place du plan Young, dans un livre, Das Ende der Reparationen (Pour en finir avec les réparations de guerre) qui est un succès en librairie.

### La période nazie et la seconde guerre mondiale
L'arrivée au pouvoir du national socialisme va handicaper le fonctionnement de la bourse et une réforme prend place en 1934 pour modifier la supervision de la bourse, assignée au ministère de l'économie. Le marché des matières premières est rebaptisé "Marché aux céréales" et perd de son importance en raison de la planification. Jusqu'en 1938, le nombre quotidien moyen de visiteurs tombe à 455, tandis que les participants de confession juive sont exclus.
Pendant la période du national-socialisme, l'économie allemande est surtout financée par le crédit et l'indice boursier a fortement progressé à partir de juin 1932 sous le règne du chancelier Franz von Papen, six mois avant la prise de pouvoir des nazis: il passera de 49,70 points à 150,58 points en juin 1941, un triplement en neuf ans, mais différent selon les sous-indices: + 245,7 % pour l'industrie manufacturière, +201,6 % pour l'industrie minière et lourde et +152,3%% pour le Commerce et transport, tandis que le coût de la vie n'a lui augmenté que de 11,3%  .

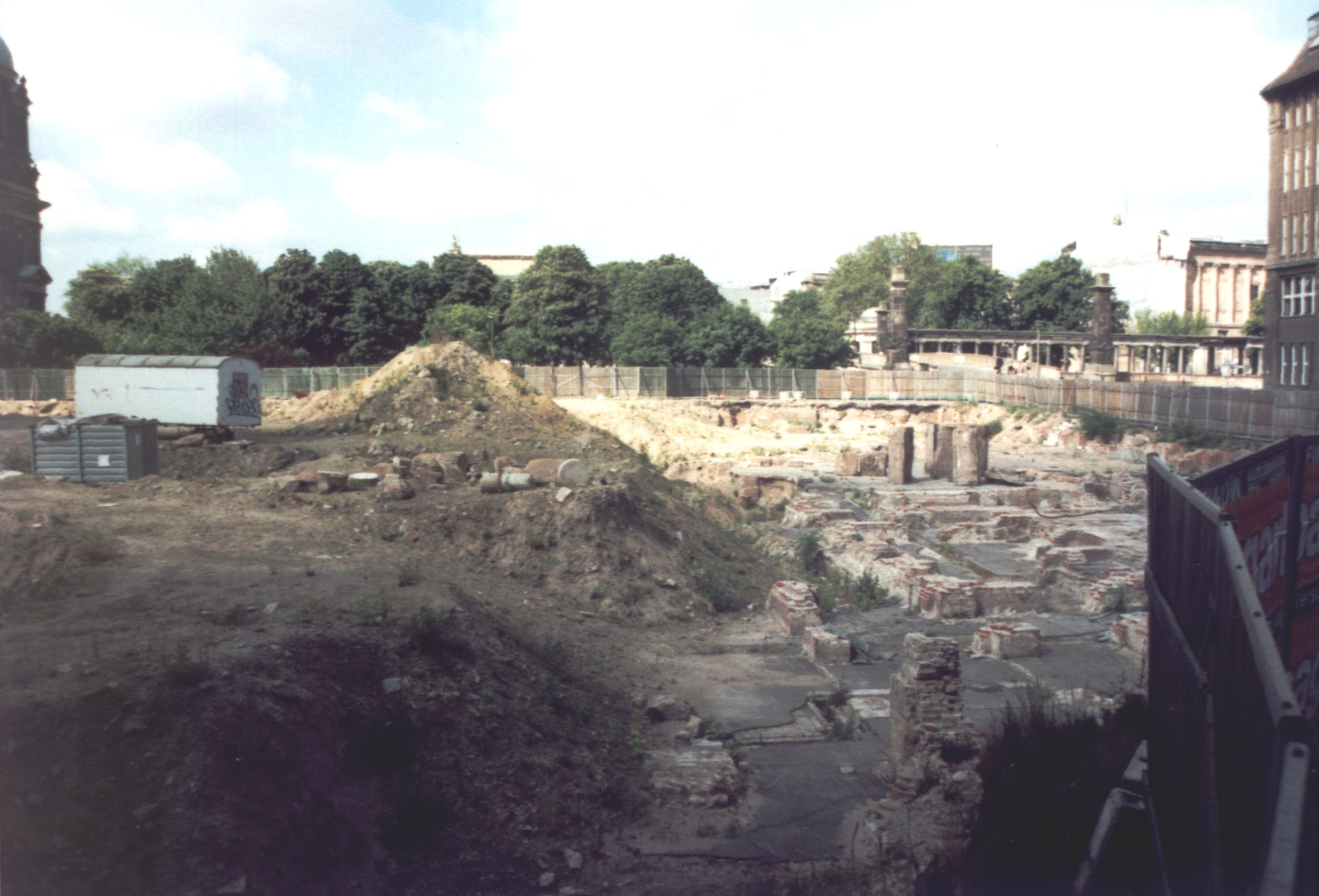
Restes des ruines de la bourse : les fondations lors de travaux en 1998.

Le 1er mars 1937, la cotation des actions étrangères est arrêtée et le marché aux métaux ferme en 1939. Le 13 février 1943 c'est le cas aussi des actions, dont le cours sera fixé par décrêt ensuite, jusqu'en mai 1945. Entre-temps, le 3 février 1945, les hostilités détruisent entièrement le bâtiment, dont les ruines vont s'éroder, dans Berlin-Est. Une promenade le long de la rivière mène à la rue Karl-Liebknecht, où une plaque de bronze rappelle l'ancien bâtiment.

### L'après-guerre
La Bourse de Berlin ne prend vie à nouveau que le 19 juillet 1950, et il faut attendre le 11 mars 1952 pour que les échanges reprennent, d'abord dans la précarité à la "Logenhaus" de la rue Emser. Un concours pour la construction d'une nouvelle Chambre d'Industrie et de Commerce est remporté par les architectes Franz Heinrich Sobotka et Gustav Müller, qui ouvre le 18 juillet 1955 et abrite aussi la bourse. En 1965, les cours sont affichés sur les murs par des projecteurs, ce qui permet rapidement de les diffuser par la télévision installée dans la Bourse de Berlin, la même année, avec des images du parquet. En 1974, les transactions électroniques les plus modernes pour l'époque sont mises en place, tandis qu'un marché libre est créé en 1987, avec des règles très souples. Depuis 1992, Berlin utilise la plate-forme Xontro, réservée aux professionnels, et s'installe quatre ans après dans un nouveau bâtiment, puis arrive en octobre 1997 sur Internet et ouvre le livre d'ordre des principaux courtiers en 2000, dans une démarché de transparence, jusqu'en 2008.

## Le projet Equiduct

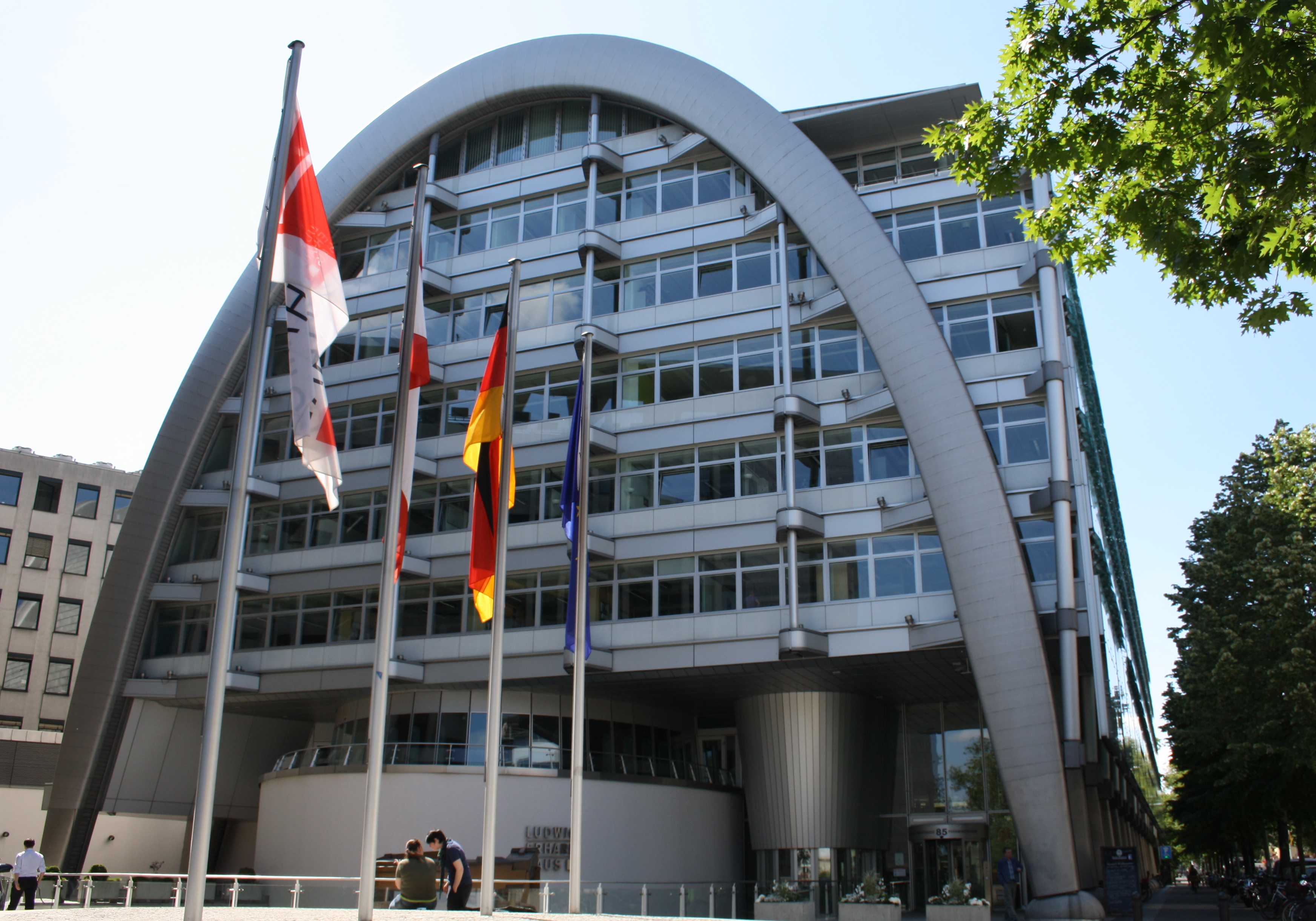
La bourse en 2010 siégeant dans la Ludwig-Erhard-Haus, conçue par Nicholas Grimshaw.

La Börse Berlin a pris le contrôle en 2007 du marché financier EASDAQ, tentative ratée des années 1990 pour créer un NASDAQ européen. À partir de l'outil technologique de l'EASDAQ, Equiduct, la Börse Berlin tente en 2008 de bâtir un nouveau marché boursier alternatif en Europe, de la catégorie des systèmes multilatéraux de négociation (multilateral trading facilities ou MTF), à l'instar de Chi-X ou Turquoise.